# 曾楚
曾楚（1515年—？），字維翹，廣東廣州府南海縣人，民籍，明朝政治人物。

## 生平
嘉靖十九年（1540年）庚子科廣東鄉試第二十四名舉人。嘉靖二十三年（1544年）中式甲辰科會試第七十名，登第二甲第三十四名進士。

## 家族
曾祖曾廣積；祖父曾愷；父曾慶，母劉氏。具庆下。兄曾琪。弟曾翰。